# Catedral de Luzes

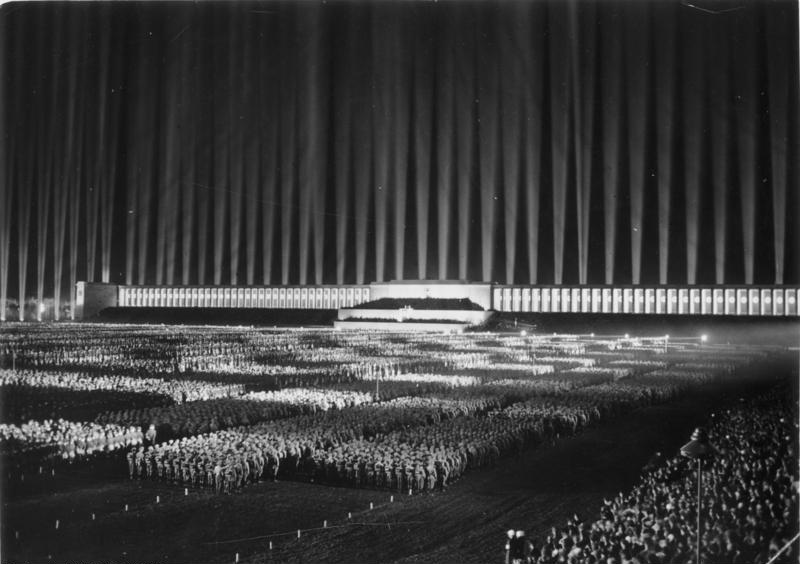
A Catedral de Luzes sobre o Zeppelintribune.

Catedral de Luzes, foi o termo utilizado para descrever o sistema de iluminação utilizado nos desfiles de Nuremberg. Consistia em 130 luzes de defesa anti-aérea, que estavam posicionadas em intervalos de 12 metros, viradas para cima. A Catedral de luzes foi filmada no documentário Festliches Nürnberg, de 1937.
Foi concebida por Albert Speer, a pedido de Hitler para organizar e arquitetar as áreas de desfile de Nuremberg para as celebrações anuais. O embaixador britânico Sir Neville Henderson, se referiu a ela como "catedral de gelo". É considerado um dos maiores trabalhos de Speer, que descreveu-o como o seu mais belo trabalho.
A ideia não foi aprovada pelo comandante da Luftwaffe Hermann Göring, pois o número de luzes de defesa anti-aérea usada representava boa parte da reserva estratégica da Alemanha. Mesmo assim, Hitler continuou usando a ideia até o último desfile de Nuremberg, sugerindo que era uma boa peça de desinformação, "as outras nações vão achar que a Alemanha tem de sobra essas luzes, portanto, ceda elas para o projeto do Speer".